# Rut Arnfjörð Jónsdóttir
Rut Arnfjörð Jónsdóttir (* 21. Juli 1990 in Reykjavík) ist eine isländische Handballspielerin.

## Karriere
Rut Arnfjörð spielte anfangs beim isländischen Verein HK Kópavogur, mit dem sie in der höchsten isländischen Liga spielte. Die Rückraumspielerin wechselte im Jahr 2008 zum dänischen Verein Team Tvis Holstebro, der kurz zuvor in die höchste dänische Spielklasse aufstieg. Mit TTH zog sie 2011 in das Finale des EHF-Pokals ein, scheiterte dort jedoch am FC Midtjylland Håndbold. Zwei Jahre später stand Rut Arnfjörð Jónsdóttir erneut im EHF-Pokalfinale, das sie mit TTH gewinnen konnte. Ab der Saison 2014/15 lief sie für Randers HK auf. Im Sommer 2016 wechselte sie zu FC Midtjylland Håndbold. Ab der Saison 2017/18 stand sie beim dänischen Erstligisten Team Esbjerg unter Vertrag. Ab August 2017 pausierte sie aufgrund ihrer Schwangerschaft. Mit Esbjerg gewann sie 2019 und 2020 die dänische Meisterschaft. Zur Saison 2020/21 wechselte sie zum isländischen Erstligisten KA/Þór. Mit KA/Þór gewann sie 2021 die isländische Meisterschaft. In der Saison 2023/24 pausierte sie aufgrund einer weiteren Schwangerschaft. Im Sommer 2024 schloss sie sich Haukar Hafnarfjörður an.
Rut Arnfjörð Jónsdóttir bestritt bisher 117 Länderspiele für Island. Mit ihrer Nationalmannschaft qualifizierte sie sich im Jahr 2010 erstmals für die Europameisterschaften. Außerdem nahm sie zuvor mit der isländischen Juniorinnen-Nationalmannschaft an der Weltmeisterschaft 2008 in Mazedonien teil, bei der Island den 13. Platz belegte.

## Sonstiges
Rut Arnfjörð Jónsdóttir ist mit dem isländischen Handballspieler Ólafur Gústafsson liiert.